# Yuya Yamada
Yuya Yamada (山田 裕也 Yamada Yuya?), född 12 april 1988 i Kagoshima prefektur, är en japansk fotbollsspelare.
Yamada började sin karriär 2007 i Volca Kagoshima (Kagoshima United FC). Han avslutade karriären 2017.